# شهرستان بوتز (جورجیا)
شهرستان بوتز، جورجیا (به انگلیسی: Butts County, Georgia) یک سکونتگاه مسکونی در ایالات متحده آمریکا است که در جورجیا واقع شده‌است.

## خصوصیات
شهرستان بوتز ۴۸۶٫۹۲ کیلومترمربع مساحت دارد.